# Carlo Sibilia
Carlo Sibilia (Avellino, 7 febbraio 1986) è un politico italiano.
È stato deputato alla Camera nella XVII e XVIII legislatura della Repubblica Italiana per il Movimento 5 Stelle, oltreché sottosegretario di Stato al Ministero dell'interno dal 13 giugno 2018 al 22 ottobre 2022 nei governi Conte I, Conte II e Draghi.

## Biografia
Ha conseguito la maturità scientifica all'Istituto Polivalente "Paolo Emilio Imbriani" di Avellino e la laurea triennale in Biotecnologie presso l'Università degli Studi di Perugia.

### Attività politica
Tra il 2007 e il 2008 è uno dei co-fondatori del Meetup Amici di Beppe Grillo di Avellino.
Alle elezioni regionali in Campania del 2010 è stato candidato tra le liste dei 5 Stelle, nella mozione di Roberto Fico (futuro presidente della Camera), ottenendo 370 preferenze ma senza essere eletto in consiglio regionale della Campania.
Si candida alle "parlamentarie" del M5S ottenendo 113 preferenze. Alle elezioni politiche del 2013 risulta eletto deputato del Movimento 5 Stelle nella circoscrizione elettorale Campania 2. Da maggio del 2013 è segretario della III Commissione (Affari Esteri e Comunitari). Da luglio 2013 è componente del Comitato permanente "Agenda Globale post 2015", Cooperazione allo Sviluppo e Partenariato pubblico-privato, e del Comitato permanente sulla politica estera e relazioni esterne dell'Unione europea. Il 30 novembre 2013 fa visita a Julian Assange insieme ai colleghi Paolo Bernini, Alessandro Di Battista, Mirella Liuzzi, Maria Edera Spadoni e Angelo Tofalo. Durante l'incontro hanno discusso del futuro dell'informazione.
Da agosto 2014 è delegato d'aula per il Movimento 5 Stelle alla Camera dei deputati.
Dal 28 novembre 2014, insieme ai deputati Alessandro Di Battista, Luigi Di Maio, Roberto Fico e Carla Ruocco, fa parte del gruppo proposto da Beppe Grillo come "riferimento più ampio del M5S in particolare sul territorio e in Parlamento" e votato da 34.050 iscritti certificati al blog. Gli viene affidato il ruolo di nuovo responsabile Università del M5S.
È il primo firmatario di una proposta di legge per l'istituzione di una Commissione parlamentare d'inchiesta sul dissesto finanziario delle banche Monte dei Paschi di Siena Spa, Cassa di Risparmio di Ferrara Spa, Banca delle Marche Spa, Banca popolare dell'Etruria - Società cooperativa, Cassa di risparmio della Provincia di Chieti Spa, Banca Popolare di Vicenza, Veneto Banca e Banca Carige. Referente e coordinatore del progetto del Movimento 5 Stelle Sos Equitalia, è inoltre primo firmatario di una legge che mira all'abolizione delle cartelle per i piccoli debiti.
Rieletto nel plurinominale in Campania, il 13 giugno 2018 diventa sottosegretario al Ministero dell'interno nel Governo Conte I.
Viene confermato Sottosegretario al Ministero dell'interno nel governo Conte II.
È stato riconfermato per la terza volta in qualità di Sottosegretario di Stato al Ministero dell’Interno nel Governo Draghi, ha ricevuto le deleghe ai Vigili del Fuoco, Servizi elettorali e demografici e Finanza locale.

## Controversie
Sibilia ha spesso sostenuto, nel corso sua attività politica, teorie del complotto e posizioni pseudoscientifiche ed euroscettiche.
- Nel novembre 2012, a pochi mesi dalle elezioni, affermò che dovrebbe essere discussa in Parlamento una legge per consentire i matrimoni «anche tra specie diverse, purché consenzienti».[20]
- Nel maggio 2013 intervenne alla Camera dei deputati riproponendo le teorie del complotto sul signoraggio[21][22].
- Nel giugno del 2013[23] e in quello del 2014[24] si recò nei pressi delle conferenze annuali del gruppo Bilderberg (Hertfordshire nel 2013 e Copenaghen nel 2014) con Paolo Bernini e Claudio Cominardi per porre l'attenzione sul meeting che, secondo loro, avrebbe lo scopo di influenzare la politica internazionale[25][26][27]
- Nell'aprile 2014, in vista delle elezioni europee, modificò un video pubblicato dall'Altra Europa con Tsipras per farlo sembrare uno spot del Movimento 5 Stelle. YouTube, accertata la violazione della Licenza Creative Commons, intervenne rimuovendo il video.[28]
- Il 20 luglio 2014 definì «una farsa» lo sbarco sulla Luna dell'Apollo 11 del 20 luglio 1969.[29]
- il 28 luglio 2016 alla TV inglese ITV in occasione della Brexit disse "Cio che desidero è che qualcuno nel governo italiano, visto l'esempio della Gran Bretagna, seguisse l'esempio di chiedere al popolo italiano se vogliono stare nell'unione monetaria europea o uscire dall'unione monetaria europea"[19]. Non è tuttavia chiaro se si riferisse all'Unione Economica e Monetaria o all'Euro, benché nessuno dei due possa essere sottoposto a referendum per norma di costituzione italiana in quanto sanciti da trattati internazionali che l'Italia ha sottoscritto.
- Il 23 ottobre 2014, con un contestato post su Facebook, si chiese se l'attentato di Ottawa fosse stato "opera di un pazzo o di qualcuno che ha ritrovato la ragione"[30].
- L’11 febbraio 2017 posta un tweet in cui affermava «Piccoli #bankster crescono. Draghi ha dato il via al crack Mps che oggi paghiamo noi 20 miliardi. Andrebbe arrestato!». Il tweet fu poi rimosso.[31]
- L'8 giugno 2017 intervenne sul decreto legge che rendeva dodici vaccinazioni obbligatorie dichiarando che "il vaccino obbligatorio e immediato deve essere quello contro la follia del ministro della Salute Beatrice Lorenzin"[32].